# Chrysopogon sylvaticus
Chrysopogon sylvaticus är en gräsart som beskrevs av Charles Edward Hubbard. Chrysopogon sylvaticus ingår i släktet Chrysopogon och familjen gräs. Inga underarter finns listade i Catalogue of Life.